# Elías I de Moldavia
Elías I de Moldavia (en rumano: Iliaș, 29 de julio de 1409-23 de abril de 1448) fue un príncipe moldavo que gobernó el país de enero de 1432 a octubre de 1433 y de agosto de 1435 a mayo de 1443.

## Biografía
Iliaș I era hijo de Alejandro el Bueno, y de su segunda esposa, Ana Neacșa. Fue asociado al trono en vida de su padre y nombrado su sucesor, jurando fidelidad al rey Vladislao II de Polonia (1433). Sin embargo, su hermano Esteban II se sublevó contra él con varios de sus partidarios moldavos y con la ayuda de Vlad Dracul, Alejandro Aldea de Valaquia y los turcos, lo derrocó, a pesar del apoyo polaco a Iliaș. Logra huir a la corte de su cuñado Vladislao Jagellón. Como Esteban se apresuró a reconocer la soberanía de Polonia, Iliaș I ya no era útil para Vladislao, por lo que lo encarceló para obtener un medio de presión sobre Esteban.
Con el acceso de Vladislao III al trono polaco en 1434, el destino de Iliaș I cambió. Aunque el nuevo rey seguía las mismas estrategias que su difunto predecesor, los leales a Iliaș I le liberan de la prisión y pasa a Moldavia, convenciendo a Vladislao III para que le ayude. La batalla indecisa de Podraga (Drăgușeni), el 4 de agosto de 1435, y la intervención de Vladislao III, reconcilian a los dos hermanos, que en lo sucesivo reinan juntos, con Iliaș I como principal, mientras que Esteban, a cambio, se hace con las rentas del sudeste del país (Tecuci, Kiliyá, Vaslui y Covurlui). Esta vez, para reforzar su posición, Iliaș I se compromete a pagar un tributo anual a Polonia (cien caballos, cuatrocientas sábanas de seda, cuatrocientos bueyes, trescientos carros de esturión), la concesión del control sobre la fortaleza de Jotín y la devolución de Pocutia, región que Polonia había empeñado para obtener un préstamo de Moldavia en tiempos de Pedro II.
En 1443, con la atención de Polonia en otras regiones, Esteban II y sus partidarios destronan de nuevo a Iliaș I, le sacan los ojos y le obligan huir de nuevo a Polonia, de donde era su esposa, María de Halshany, hermana de la esposa del rey polaco Vladislao, Sofía de Halshany. Se cree que Elías I murió en Polonia el 23 de abril de 1448. 
Su mujer e hijos huyeron y tomaron el control de Pocutia defendiéndose de los ejércitos de Esteban. Su hijo Romano II, desde esa región, reclamaría el título de príncipe de Moldavia como vasallo de Vladislao y acabaría derrocando y asesinando a Esteban con apoyo polaco en 1447. Su otro hijo conocido fue Alejandro II.